# 러데르흐 1세 하엘
러데르흐 1세 하엘(웨일스어: Rhydderch I Hael: fl. 580년-614년경)는 헨 오글레드 지역의 브리튼인 왕국 알트클리트의 왕이었다. 헨 오글레드에서 가장 유명한 왕들 중 하나로, 후대의 웨일스어 및 라틴어 중세작품들에서 자주 등장한다.
할리 족보서 및 아돔나누스 히엔시스의 콜룸바 성인전에 따르면, 러데르흐 1세는 알트클리트 왕 투드왈의 아들로, 부왕을 계승해서 즉위했다. 9세기의 「니니안 주교의 기적」, 「성자 니니안의 삶」에 "투두아엘(라틴어: Tuduael)", "투드왈두스(라틴어: Tudwaldus)"라는 이름의 폭군이 나오는데, 러데르흐 1세의 부왕을 가리키는 것일 가능성이 있다. 러데르흐 1세의 족보는 그 조상이 더픈왈 1세 헨이라고 한다. 이런 족보들을 제외하면 러데르흐의 친족관계에 관해서는 웨일스어 문헌들에만 기록되어 있는데, 대개 프러데인섬의 삼제시 같은 영웅시가에 파편적으로 남아 있다. 친족 중에 세널트 하엘(Senyllt Hael)이라는 이는 「어 고도딘」에서 인색하지 않고 후덕한 것으로 이름났다고 한다. 세널트의 아들 누드 하엘(Nudd Hael)은 "프러데인 섬의 3대 관대한 남자" 삼제시에 러데르흐와 함께 등장한다.
12세기 웨일스의 법전서 『와운의 흑색서』에는 흥미로운 이야기가 보존되어 있는데, 러데르흐가 북방의 다른 군주들과 함께 남쪽의 귀네드로 원정을 갔다는 이야기다. 또다른 북방 군주 엘디르 무인파우르(Elidir Mwynfawr)는 귀네드 아르본 칸트레브에서 죽임을 당했고, 러데르흐가 에이던의 왕 클러드노, 상술한 누드 하엘, 그리고 달리 알려진 정보가 없는 모르다브 하엘(Mordaf Hael) 등과 합류하여 귀네드 왕 룬 히르 압 마엘군에게 복수하러 쳐들어갔다는 것이다. 이들 북방군은 바다를 통해 쳐들어가 아르본을 약탈했으나 룬 히르의 군대에 격퇴되었다. 룬 히르는 러데르흐를 역공하여 포스강까지 북쪽으로 쳐들어갔다.

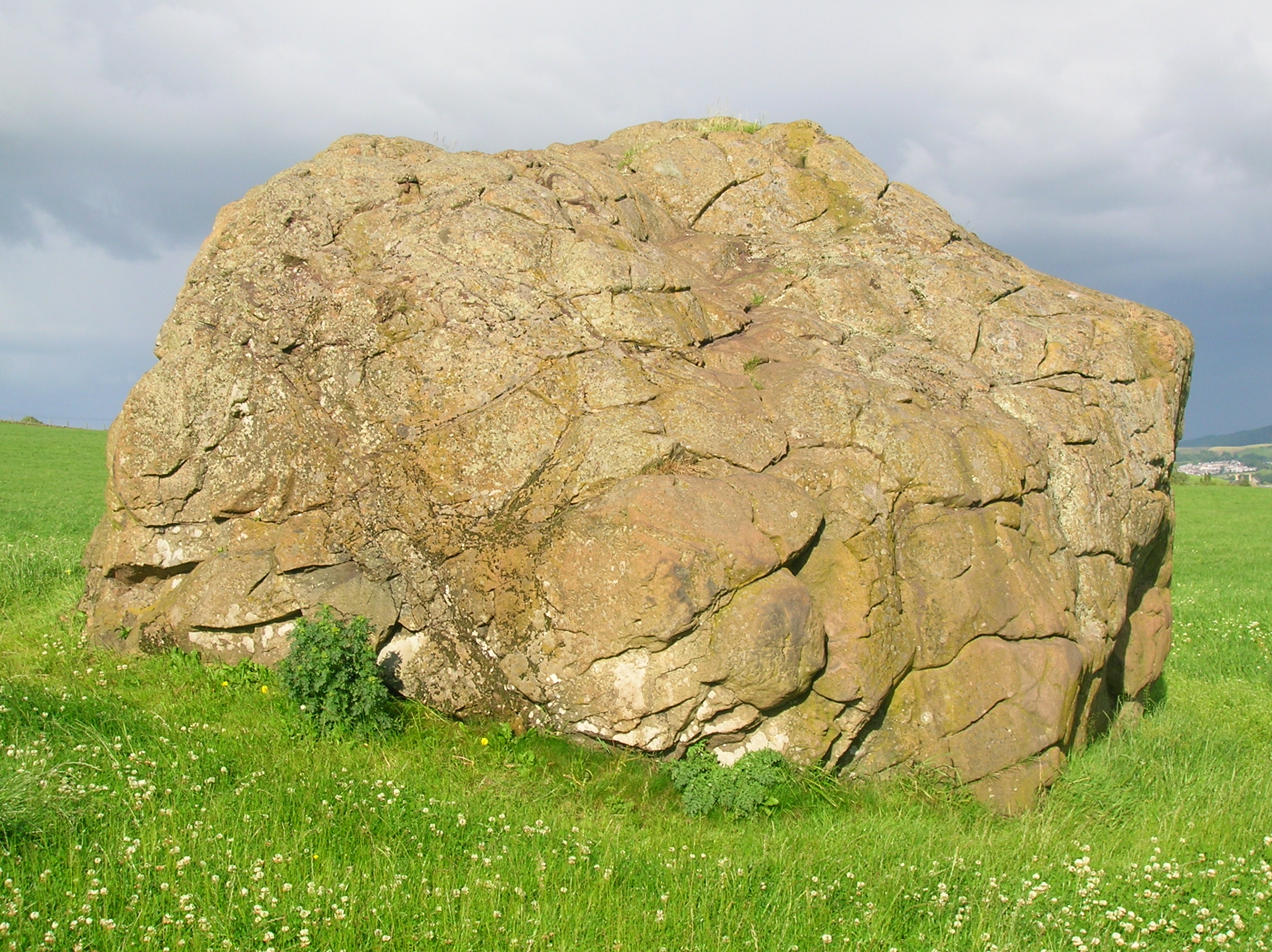
스코틀랜드 렌프루셔의 클로호데릭 흔들바위. 러데르흐 1세의 매장지의 표석이라는 말이 있다.

하지만 그 내용이 워낙 불확실하여 이 아르본 원정 이야기는 사실이 아닐 가능성이 높아 보인다. 이런 내용은 실제로 6세기에 그런 일이 있었다기보다, 룬 히르의 후손인 웨일스 왕들이 룬 히르의 위대함을 윤색하기 위해 그전부터 이미 웨일스 전통에서 널리 알려져 있는 러데르흐 1세를 그 적수로 갖다붙여 지어낸 것이라 보아야 할 것이다.
웨일스 전통사에서 러데르흐 1세는 베오르니체의 앵글로색슨인들과 초기 항쟁을 벌인 북부 브리튼인 왕들 중 하나로 기록한다. 『브리튼인의 역사』 제63장에서 러데르흐 1세가 6세기 말의 여러 베오르니체 왕들의 적이었다고 묘사하지만, 어느 전역에서 그들과 맞섰는지는 명시되어 있지 않다. 레게드 왕 우리엔, 및 다른 브리튼계 왕 모르칸트 불크와 동맹하여 베오르니체 왕 테오도리쿠스와 싸웠는데, 우리엔이 린디스판 섬을 삼일 밤낮 봉쇄하면서 승세를 잡은 적도 있었으나, 우리엔의 군재를 시기한 모르칸트가 그를 암살하면서 내분이 일어나 망했다.
러데르흐 1세가 참전한 주요 전쟁으로는 베오르니체의 앵글로색슨인과의 항쟁 외에도, 게일인 왕국 달 리어타의 아단 막 가브란이 알트클리트에 쳐들어와 맞서 싸운 것이 하나 더 있다. 아단은 알트클리트의 수도에 쳐들어와 먹을 것과 마실 것은 물론 짐승 한 마리 살려두지 않고 쑥대밭을 만들었다고 콜룸바 히엔시스가 기록해 놓았다. 콜룸바의 기록을 제외하면 이 브리튼인과 게일인 사이의 전쟁에 관해서 기록한 문헌은 더 존재하지 않는다. 하지만 알트클리트와 달리어타는 후로마 시대 이레 중세 초기까지 이웃나라로서 여러 차례 싸우지 않았다고 볼 증거도 없어 보인다. 달 리어타는 당대 브리튼 정치의 상대적 뉴커머였지만, 그 일대 지역에 살던 스코트인들은 보르티게르누스 시대부터 하드리아누스 방벽 주위의 브리튼인 왕국들에 쳐들어오곤 했다. 또한 아단 막 가브란은 픽트랜드에서 노섬브리아에 이르기까지 전선을 확대하고 다닌 공격적인 군주였다.
이런 웨일스어 문헌들을 제외하면, 러데르흐 1세에 관한 주요 정보원으로는 라틴어로 쓰인 기독교 성인전들이 있다. 특히 글래스고의 수호성인인 성 뭉고는 6세기 사람응로 러데르흐 1세 및 아단 막 가브란과 동시대인이었다. 12세기에 이오켈리누스 데 푸르네스가 쓴 뭉고 성인전은 그 내용 전반이 보존되어 있다. 여기서 뭉고에게 우호적인 후원자로 "레데레크(Rederech)"라는 왕이 나온다. 레데레크 왕은 뭉고에게 글래스고의 땅을 주어 어스트라드클리드 일대의 주교좌를 마련할 수 있게 해 주었다. 이 왕의 왕좌부는 파르틱에 있었다고 한다.
러데르흐 1세가 언제 죽었는지는 불확실하지만, 뭉고 성인전에서는 뭉고와 같은 해(614년)에 죽었다고 하고, 웨일스 편년사서들에서는 612년에 죽었다고 한다. 역사학자들은 614년으로 조정했다. 610년대에 죽었다면 이것은 아돔나누스 히엔시스가 러데르흐 1세가 콜룸바 히엔시스(597년 몰)와 동시대인이라고 한 것과 부합한다. 아돔나누스는 러데르흐 1세가 전쟁터에서 죽지 않았다고 했는데, 이것은 액면 그대로 믿을만 한 것 같다.
러데르흐 1세는 더르누인(웨일스어: Dyrnwyn)이라는 검을 가지고 있었는데, 이 검은 프러데인섬의 13대 비보 중 하나라고 한다. 자격이 있는 사람이 이 검을 뽑으면 검날이 불타오르는 마검인데, 러데르흐 1세는 이 검을 누구에게든 건네주는 데 거리낌이 없었다. 그래서 "관대왕"이라는 뜻의 "하엘"(웨일스어: Hael, 영어: the Generous)을 별명으로 얻게 되었다. 하지만 왕이 관대하게 검을 건네주어도 그 누구도 감히 그것을 건드리지 못했다.